# Nguyễn Hoàng Phương Linh
Nguyễn Hoàng Phương Linh (sinh ngày 5 tháng 4 năm 1999) là một hoa hậu, Chuyên viên kỹ thuật công nghệ thông tin và người mẫu người Việt Nam. Cô đăng quang Hoa hậu Hoàn vũ Việt Nam 2025 và sẽ đại diện Việt Nam tại Miss Cosmo 2025 - Hoa hậu Hoàn vũ Quốc tế 2025.

## Tiểu sử
Phương Linh sinh ngày 5 tháng 4 năm 1999 tại Thành phố Hồ Chí Minh, cô hiện là Chuyên viên kỹ thuật công nghệ thông tin tại một tập đoàn công nghệ trong nước.
Phương Linh tốt nghiệp Đại học Washington (Mỹ) với GPA 3.6/4.0, chuyên ngành Kinh doanh và Quản lý chuỗi công nghệ thông tin. Ngoài ra, cô hoàn thành chương trình cao đẳng ngành Kinh doanh tại Houston. Trước đó, cô làm việc tại một trong bốn tập đoàn kiểm toán lớn nhất thế giới với vai trò chuyên viên kiểm toán công nghệ thông tin.

## Sự nghiệp

### Hoa hậu Hoàn vũ Việt Nam 2025
Phương Linh lần đầu thử sức mình tại cuộc thi sắc đẹp lớn cấp quốc gia. Ngày 21/6/2025, cô chinh thức đăng quang Hoa hậu Hoàn vũ Việt Nam 2025, cô được trao vương miện bởi Hoa hậu Hoàn vũ Việt Nam 2023 - Bùi Thị Xuân Hạnh. Cô cũng thí sinh đầu tiên mang lại chiến thắng thứ 2 cho Thành phố Hồ Chí Minh trong lịch sử cuộc thi.

### Hoa hậu Hoàn vũ Quốc tế 2025
Sau chiến thắng tại Hoa hậu Hoàn vũ Việt Nam 2025 cô trở thành Miss Cosmo Vietnam 2025 và sẽ đại diện Việt Nam tại Miss Cosmo 2025 tổ chức tại Việt Nam vào tháng 12  năm 2025.